# Akaba
Akaba (arabsky العقبة‎, al-ʿAqaba) je město v Jordánsku, nacházející se v jižním cípu země na pobřeží Akabského zálivu Rudého moře nedaleko hranic s Izraelem a Saúdskou Arábií. Podle údaje z roku 2015 má 148 398 obyvatel. Je to jediný jordánský přístav a zároveň největší město v oblasti Akabského zálivu. V jeho těsné blízkosti se nachází izraelské město a přístav Ejlat.

## Historie

### Období před naším letopočtem
Oblast dnešní Akaby byla osídlena již v době třetího tisíciletí př. n. l. Na tomto místě se křížily v dobách dávno před naším letopočtem obchodní trasy z Afriky a Anatolie a Arábie. První osada nesla název Elath (אֵילַת ʼÊlaṯ), na což upomíná název města Ejlat na izraelské straně Akabského zálivu. O tomto městě jsou již zmínky v Bibli (1. kniha královská 9:26): „Král Šalomoun dal také udělat lodě v Esjón-geberu, který je blízko Elótu na břehu Rákosového moře v edómské zemi.“

### Období starověku a antiky
Za Ptolemaiovců město nazývali Bereniké, za římského panství pak Alia nebo Aleana. V římské době sem byla postavena silnice (Via Nova Traiana), vedoucí přes Damašek, Ammán a končící právě zde.

### Období islámu
V nejranějších islámu sem zasáhla vláda prvních chalífátů. Město získalo název Ajla. Během 12. století nakrátko Akabu obsadili křesťanští křižáci. Poté byla obsazena mamlúky, kteří ji drželi až do začátku 16. století, kdy se jí zmocnila Osmanská říše, která ji držela dalších 400 let.

### Moderní období
Za první světové války musela Osmanská říše ustoupit a město tak navždy ztratila. V červnu 1917 bylo dobyto beduínskou armádou pod velením britského důstojníka T. E. Lawrence, známého spíše jako Lawrence z Arábie. Nato se stalo součástí království Hidžázu, ale jen krátce, protože roku 1925 byla Akaba přičleněna k britskému protektorátu Zajordánsko. Od 2. poloviny 20. století se začaly rozvíjet čilé obchodní vztahy se sousední Saúdskou Arábií, která akabský přístav také využívá. V roce 1965 se uskutečnila výměna území, kterou Jordánsko od Saúdské Arábie získalo 12 km pobřeží v zázemí Akaby směrem na jih.
Akaba je výchozím bodem pro turisty, kteří se sem připlaví za účelem návštěvy starověkého skalního města Petra.